# 李東勲
李 東勲（イ・ドンフン、이동훈、り とうくん、1998年2月4日 - ）は、韓国の囲碁棋士。全羅北道全州市出身、韓国棋院所属、九段。GSカルテックス杯プロ棋戦優勝、アジアインドア・マーシャルアーツゲームズ銅メダルなど。

## 経歴
2009年大韓生命杯子供国手戦最強部優勝。2011年初段、同年KC&A新人王戦決勝で姜儒澤に0-2で敗れ準優勝。2012年BCカード杯出場。2013年GSカルテックス杯ベスト8、メジオン杯オープン新人王戦準優勝、アジアインドア・マーシャルゲームズに出場、男子団体戦金メダル、個人戦銅メダル。2014年名人戦決勝で朴永訓に1-3で敗れ準優勝、これにより四段昇段。2015年KBS杯決勝で朴廷桓を敗って優勝し、五段昇段、テレビ囲碁アジア選手権戦に出場しベスト4、GSカルテックス杯ベスト4、グロービス杯戦4位、利民杯戦準優勝、LG杯世界棋王戦ベスト16。
2016年GSカルテックス杯優勝し八段昇段、LG杯、百霊愛透杯、三星火災杯でベスト16。2017年九段。2019年マキシムコーヒー杯準優勝、国手山脈杯ベスト8。
2012年から韓国囲碁リーグ出場、2012年新人賞。中国乙級リーグに2013年、甲級リーグに2014年から出場。韓国棋士ランキングでは2016年8位、2018年5位。

### タイトル歴
- KBS杯バドゥク王戦 2015年
- GSカルテックス杯プロ棋戦 2016年

### 他の棋歴
国際棋戦
- 国手山脈杯国際囲棋戦 世界プロ最強戦ベスト8 2019年
- LG杯世界棋王戦 ベスト16 2015、2016年、2020年
- 百霊愛透杯世界囲碁オープン戦 ベスト16 2016年
- 三星火災杯世界囲碁マスターズ ベスト16 2016年
- 天府杯世界囲碁プロ選手権戦 ベスト16 2018年
- 利民杯世界囲碁星鋭最強戦 準優勝 2015年
- グロービス杯世界囲碁U-20 4位 2015年、2018年
- IMSAエリートマインドゲームズ 男子団体戦優勝 2016年
- おかげ杯国際新鋭対抗戦 団体戦準優勝 2016年
- 農心辛ラーメン杯世界囲碁最強戦
  - 2012年 0-1（×檀嘯）
  - 2016年 0-1（×范廷鈺）
  - 2019年 0-1（×楊鼎新）
- バッカス杯韓・中未来天元戦 2015年 1-1（○范廷鈺、×柯潔）
- アジアインドア・マーシャルアーツゲームズ 2013年男子団体戦金メダル、個人戦銅メダル
- 金竜城杯世界囲碁団体選手権 優勝 2015年
- 四城市囲碁新鋭対抗戦 2015年 2-1（○一力遼、×楊鼎新、○林君諺）

国内・その他棋戦
- KC&A新人王戦 準優勝 2011年
- メジオン杯オープン新人王戦 準優勝 2013年
- 名人戦 準優勝 2014年
- マキシムコーヒー杯入神連勝最強戦 準優勝 2019年
- 韓国囲碁リーグ
  - 2012年（ハンゲーム）10-8、新人賞
  - 2013年（ハンゲーム）3-8
  - 2014年（Tブロード）2-7
  - 2015年（Tブロード）
  - 2016年（Tブロード）7-8
  - 2017年（BGFリテールCU）9-6
  - 2018年（SKエネルギー）8-5
  - 2019-20年（正官庄皇眞丹）10-3
  - 2020-21年（正官庄天鹿）9-5
- 中国囲棋甲級リーグ戦
  - 2013年乙級（杭州市）6-1
  - 2014年（成都興行銀行）7-3
  - 2015年（武漢三民）7-5
  - 2016年（武漢三民）9-4
  - 2017年（江西新晶鈦業）6-6
  - 2018年（国旅連合廈門）10-2
  - 2019年（竜元明城杭州）8-4
  - 2020年（竜元明城杭州）8-5
  - 2021年（竜元明城杭州）